# Gęstość strumienia ciepła
Gęstość strumienia ciepła {\displaystyle q} – wektor o module równym stosunkowi elementarnego strumienia ciepła {\displaystyle dQ} i elementarnego pola powierzchni {\displaystyle dA,} prostopadłej do kierunku przepływu ciepła, przez którą ten strumień przepływa. Jest skierowany zgodnie ze spadkiem temperatury, prostopadle do powierzchni izotermicznej.
- dla mechanizmu przewodnictwa jako

{\displaystyle q=-\lambda \nabla T,}
- dla mechanizmu konwekcyjnego przenoszenia ciepła definiowany jako

{\displaystyle q=\alpha \Delta T,}
- dla mechanizmu promieniowania jako

{\displaystyle q=\sigma (T_{1}^{4}-T_{2}^{4}),}
gdzie:
{\displaystyle \alpha } – współczynnik przejmowania ciepła,
{\displaystyle \lambda } – współczynnik przewodzenia ciepła,
{\displaystyle \sigma } – stała Stefana-Boltzmanna,
{\displaystyle \Delta T} – różnica temperatur na granicy płyn-płyn lub płyn-c.stałe,
{\displaystyle T_{1},T_{2}} – temperatury ciał: emitującego i absorbującego.
Jednostką gęstości strumienia ciepła jest w układzie SI:
{\displaystyle [q]=\mathrm {\frac {W}{m^{2}}} .}